# بال‌لاکی ژاپنی
بال‌لاکی ژاپنی (نام علمی: Bombycilla japonica) پرنده‌ای بسیار کوچک از سردهٔ بال‌لاکی از راستهٔ گنجشک‌سانان است که در شمال شرقی آسیا یافت می‌شود. غذایش میوه‌های کوچک و گاه حشرات در تابستان است. آشیانه‌اش را با چمن و خزه بالای درختان می‌سازد.

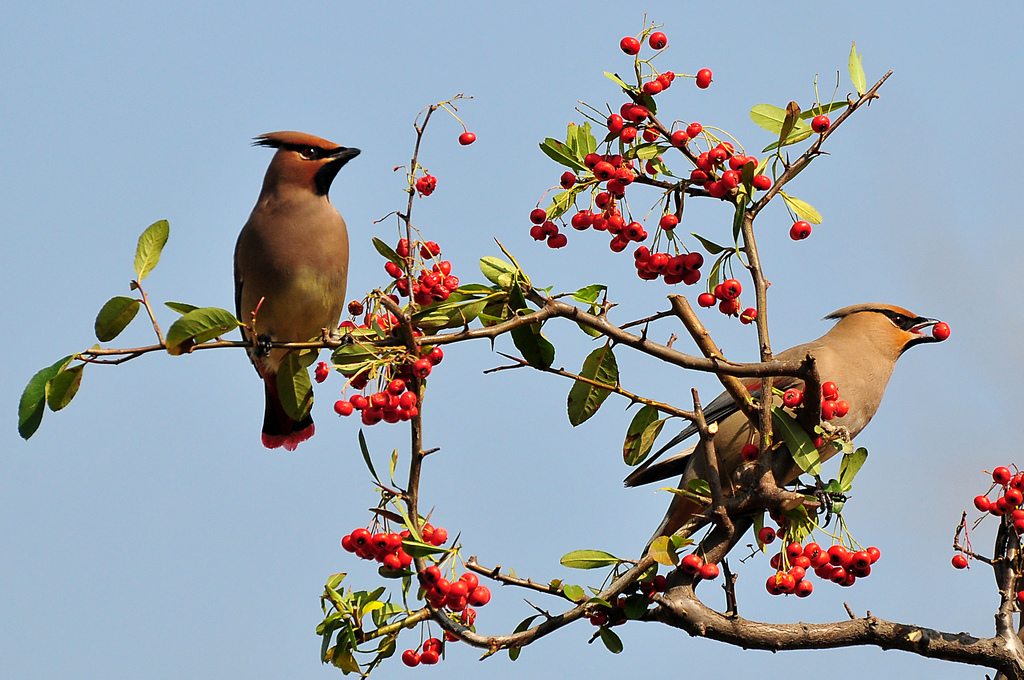
دو بال‌لاکی ژاپنی